# 筑前町立大刀洗平和記念館

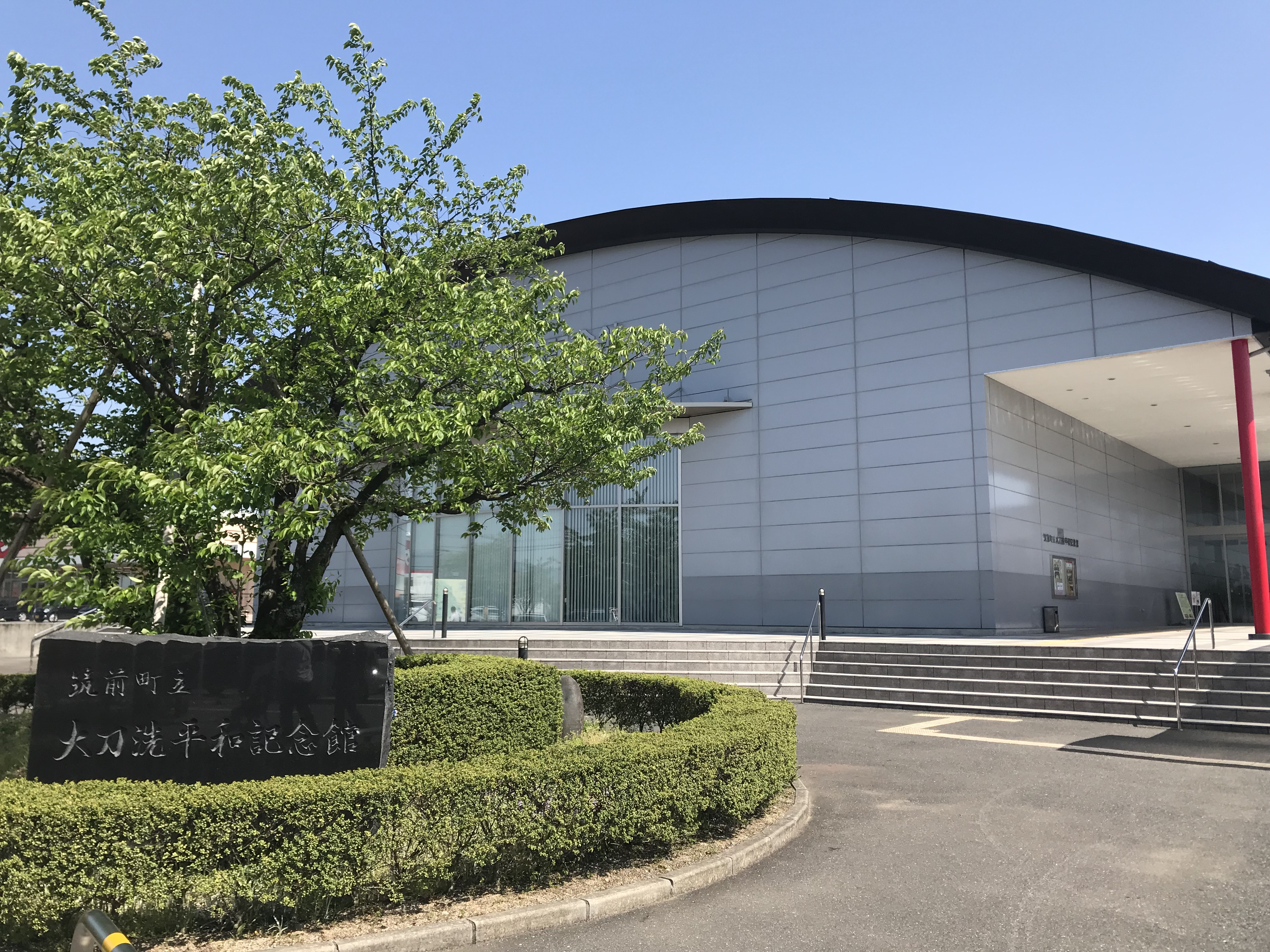
正面

筑前町立大刀洗平和記念館（ちくぜんちょうりつたちあらいへいわきねんかん）は、福岡県朝倉郡筑前町にある歴史資料館である。旧日本陸軍九七式戦闘機、旧日本海軍零式艦上戦闘機をはじめ、大戦（太平洋戦争・大東亜戦争）中の資料約1,800点が展示されている。

## 概要
旧日本陸軍の大刀洗陸軍飛行学校の分校があった知覧町（現・南九州市）には資料館（知覧特攻平和会館）があるにもかかわらず、本校の大刀洗陸軍飛行場があった大刀洗には何もないことから、当時無人駅化のため取り壊される予定になっていた甘木鉄道太刀洗駅の旧駅舎を利用して、地元で建設業を営んでいた渕上宗重により1987年（昭和62年）4月開館された。1996年（平成8年）には博多湾から引き上げられた九七式戦闘機が展示されるなど、個人運用ながら積極的な展示拡大が行なわれた。
その後、当時の三輪町と夜須町の合併による合併特例債を主な財源とし、旧館前の国道500号線を挟んだ向かい側の高田地区に、町立の博物館として設置されることになり、太刀洗駅の旧館は2008年（平成20年）に閉館し、2009年（平成21年）10月3日、新たに筑前町立大刀洗平和記念館として開館した。
新館の外観は格納庫を模したいわゆるカマボコ型である。新館開館にともない飛行機愛好家でつくる「福岡航空宇宙協会」が所有していた旧海軍の零式艦上戦闘機三二型が寄贈された。九七式戦闘機及び零戦三二型は現存する世界唯一の実機である。実機としてはこの他にMH2000が保存展示されている（屋外展示）。また、ゴジラ-1.0の撮影のために製作された震電の実物大模型を2022年（令和4年）に購入し、同年7月6日より展示開始した。
1945年（昭和20年）3月の太刀洗大空襲の資料や、犠牲者の遺影も展示されている。この遺影コーナーには、撃墜されたB-29爆撃機搭乗員の遺影も展示されている。天井を見上げると、B-29爆撃機の実物大スケールで作られた飛行機型の骨組みがあり、大きさのイメージを容易に想像することができる。
館内の写真撮影は零戦三二型・九七式戦闘機・震電レプリカのみ許可されており、それ以外は全て写真撮影禁止である。

## 沿革

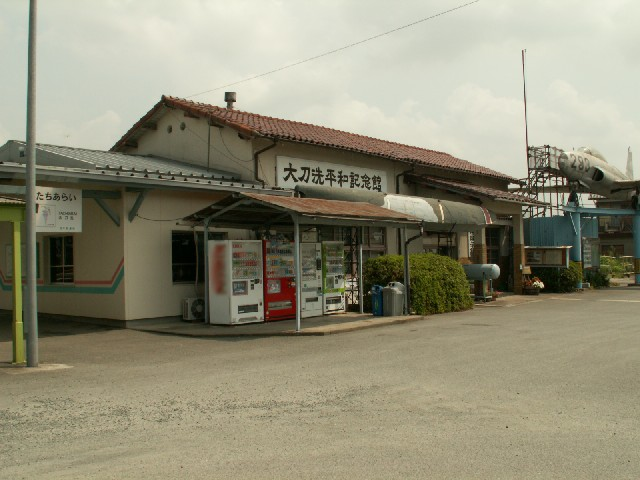
旧館（現在の太刀洗レトロステーション）

- 1987年（昭和62年）4月 - 朝倉郡の建設業者渕上宗重が個人運営として開館。
- 1996年（平成8年）9月10日 - 復元された九七式戦闘機が展示される。
- 2008年（平成20年）12月 - 旧記念館が新館建設のため一時閉館。
- 2009年（平成21年）10月3日 - 新記念館が開館。
- 2017年（平成29年）4月5日 - 特攻隊の展示に特化した新展示室及び多目的室が新たに落成[3]。

## 主な展示内容と施設
- 飛行場の概要と航空技術
- 太刀洗飛行場と人々の生活
- 太刀洗大空襲と特攻隊
- 追憶の部屋
- 企画展示コーナー
- 図書閲覧コーナー
- 零式艦上戦闘機三二型、九七式戦闘機、MH2000
- 震電レプリカ（映画「ゴジラ-1.0」の撮影で使用）

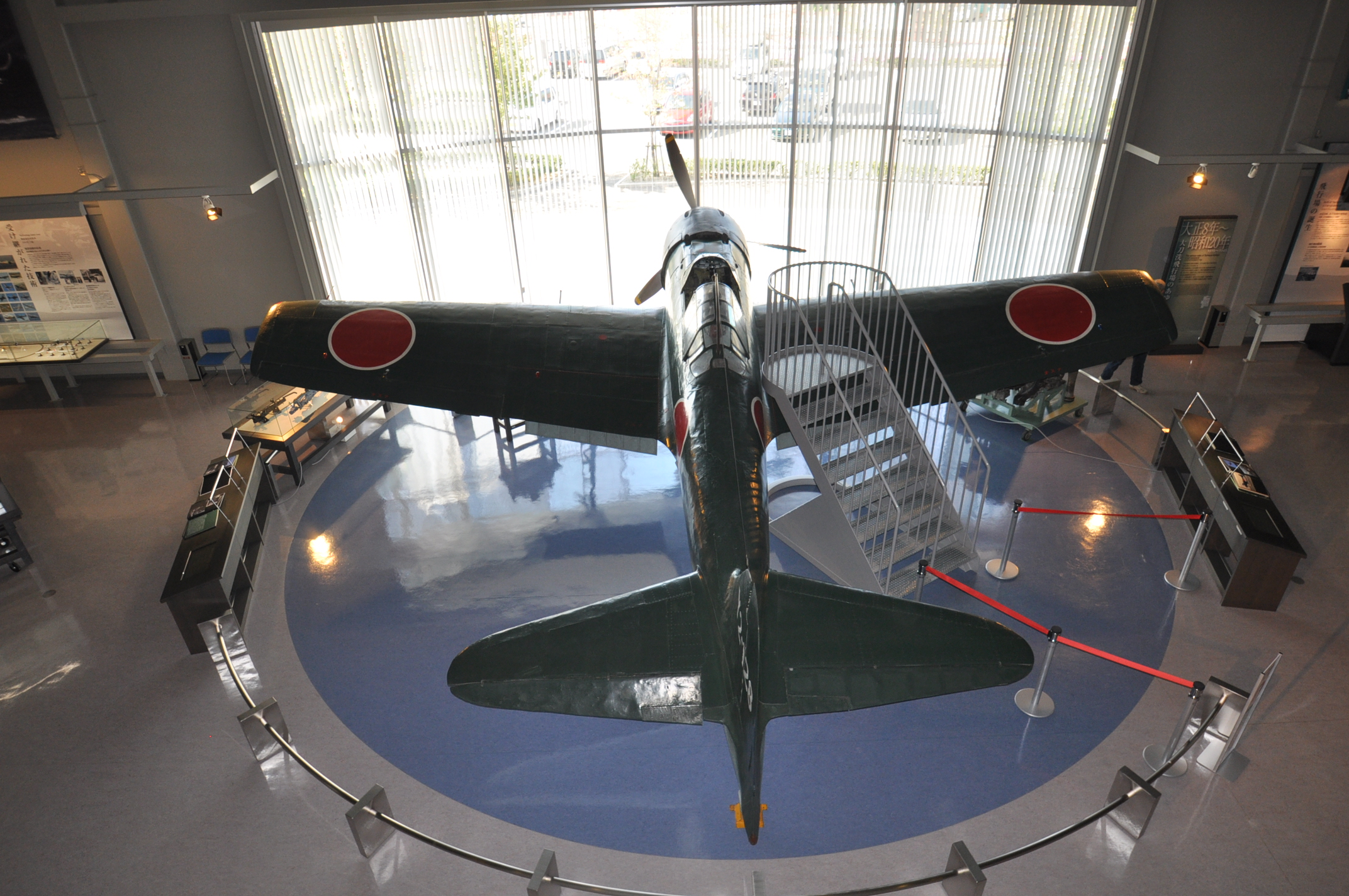
零式艦上戦闘機三二型 現存する三二型はこの機体のみ
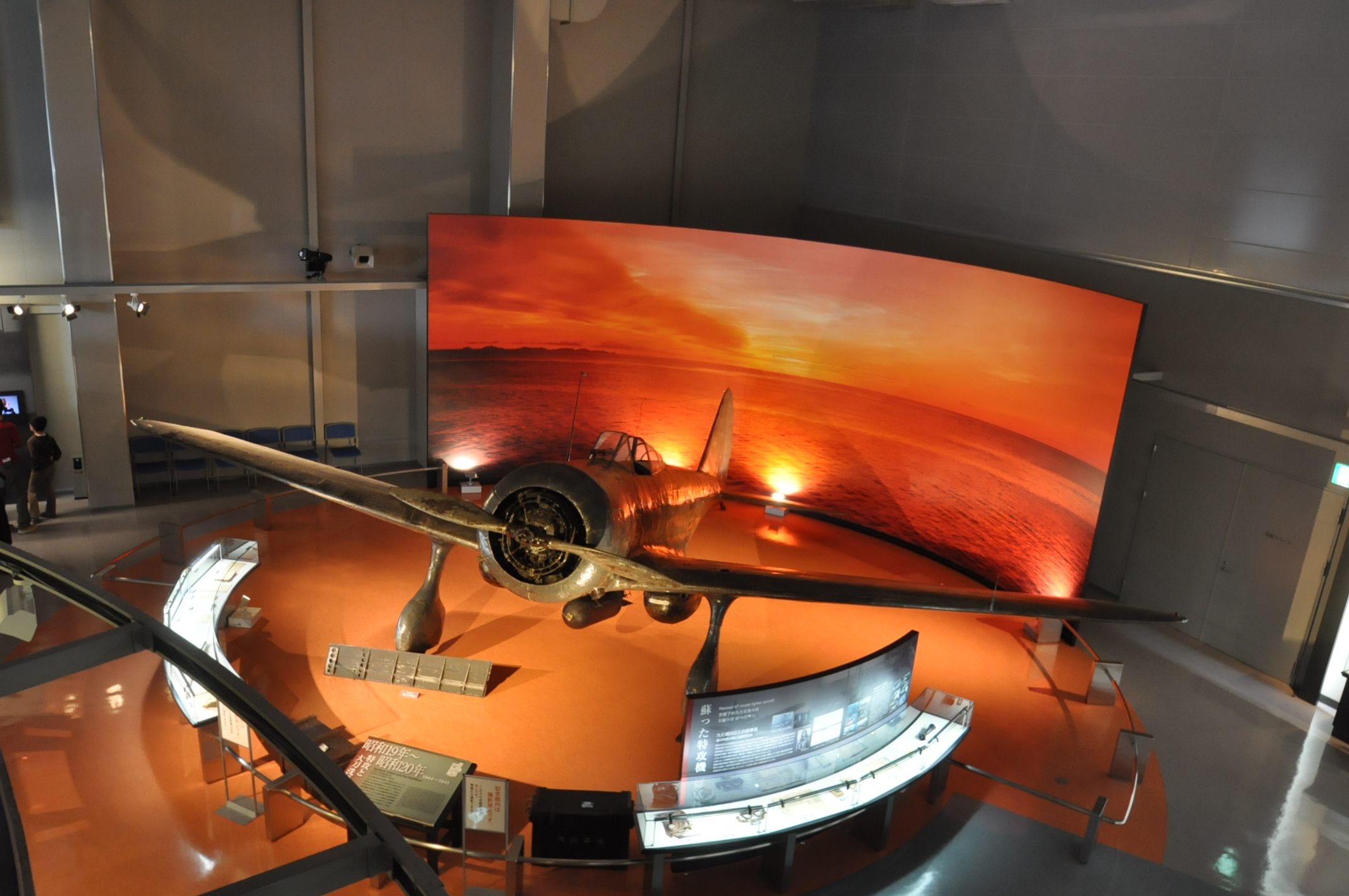
九七式戦闘機
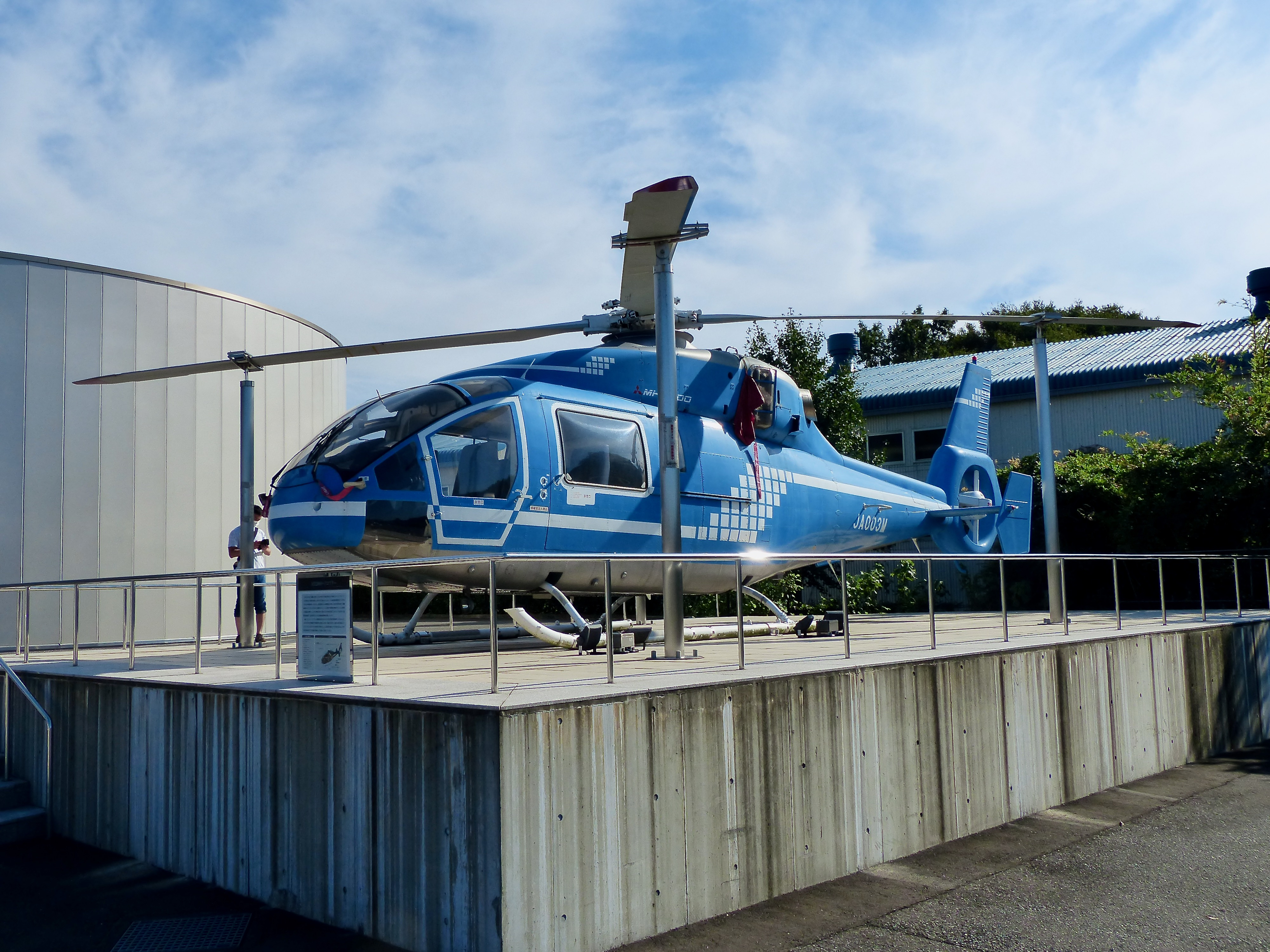
MH2000
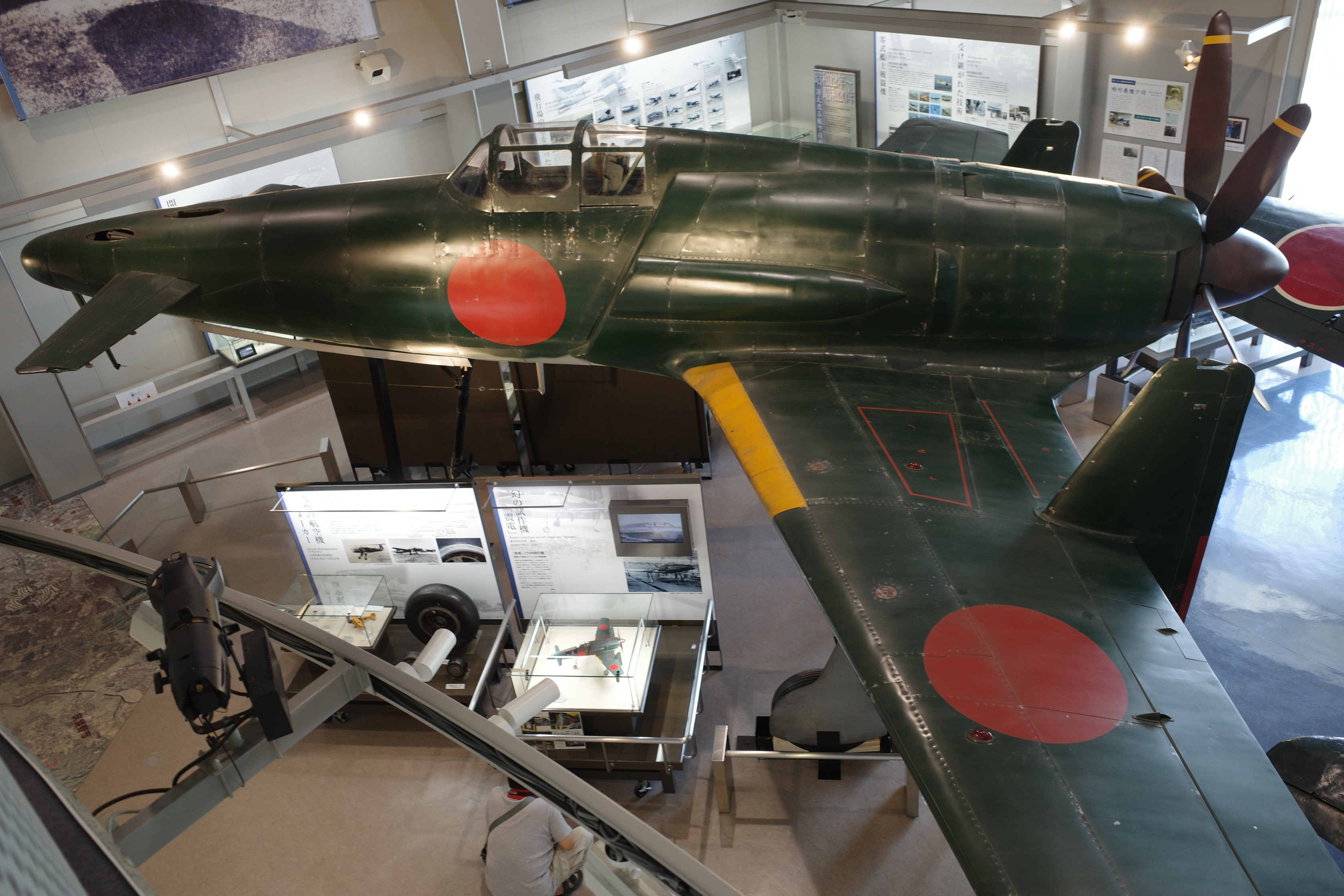
震電レプリカ

## 交通アクセス
- 甘木鉄道甘木線太刀洗駅よりすぐ
- 大分自動車道甘木インターチェンジより3km、筑後小郡インターチェンジから4.5km